# Scilla voethorum
Scilla voethorum là một loài thực vật có hoa trong họ Măng tây. Loài này được Speta miêu tả khoa học đầu tiên năm 1979.